# Dicranomyia infensa
Dicranomyia infensa là một loài ruồi trong họ Limoniidae. Chúng phân bố ở miền Cổ bắc.